# مشت خونین ۲
مشت خونین ۲ (به انگلیسی: Bloodfist II) یک فیلم رزمی و اکشن آمریکایی محصول سال ۱۹۹۰ با بازی دون ویلسون است.